# Distretto di Barwani
Il distretto di Barwani è un distretto del Madhya Pradesh, in India, di 1 081 039 abitanti. È situato nella divisione di Indore e il suo capoluogo è Barwani.